# Liste des médaillés aux Jeux olympiques d'été de 2012
Cet article liste les athlètes ayant remporté une médaille aux Jeux olympiques d'été de 2012 à Londres (Royaume-Uni).

## Athlétisme
| Épreuves          | Or | Argent | Bronze                                                                          |
| ----------------- | --- | --- | ------------------------------------------------------------------------------- |
| Hommes            | | |                                                                                 |
| 100 m             | Usain Bolt (JAM)                                                                                         | Yohan Blake (JAM) | Justin Gatlin (USA)                                                             |
| 200 m             | Usain Bolt (JAM)                                                                                         | Yohan Blake (JAM) | Warren Weir (JAM)                                                               |
| 400 m             | Kirani James (GRN)                                                                                       | Luguelín Santos (DOM) | Lalonde Gordon (TRI)                                                            |
| 800 m             | David Rudisha (KEN)                                                                                      | Nijel Amos (BOT) | Timothy Kitum (KEN)                                                             |
| 1 500 m           | Taoufik Makhloufi (ALG)                                                                                  | Leonel Manzano (USA) | Abdalaati Iguider (MAR)                                                         |
| 5 000 m           | Mohamed Farah (GBR)                                                                                      | Dejen Gebremeskel (ETH) | Thomas Longosiwa (KEN)                                                          |
| 10 000 m          | Mohamed Farah (GBR)                                                                                      | Galen Rupp (USA) | Tariku Bekele (ETH)                                                             |
| Marathon          | Stephen Kiprotich (UGA)                                                                                  | Abel Kirui (KEN) | Wilson Kiprotich (KEN)                                                          |
| 110 m haies       | Aries Merritt (USA)                                                                                      | Jason Richardson (USA) | Hansle Parchment (JAM)                                                          |
| 400 m haies       | Félix Sánchez (DOM)                                                                                      | Michael Tinsley (USA) | Javier Culson (PUR)                                                             |
| 3 000 m steeple   | Ezekiel Kemboi (KEN)                                                                                     | Mahiedine Mekhissi (FRA) | Abel Mutai (KEN)                                                                |
| Relais 4 × 100 m  | Jamaïque Kemar Bailey-Cole Yohan Blake Usain Bolt Nesta Carter Michael Frater                            | Trinité-et-Tobago Keston Bledman Marc Burns Emmanuel Callender Richard Thompson                                                    | France Christophe Lemaitre Pierre-Alexis Pessonneaux Ronald Pognon Jimmy Vicaut |
| Relais 4 × 400 m  | Bahamas Chris Brown Michael Mathieu Ramon Miller Demetrius Pinder Jeneba Tarmoh Lauryn Williams          | États-Unis Josh Mance Manteo Mitchell Tony McQuay Bryshon Nellum Angelo Taylor                                                     | Trinité-et-Tobago Ade Alleyne-Forte Lalonde Gordon Deon Lendore Jarrin Solomon  |
| 20 km marche      | Chen Ding (CHN)                                                                                          | Erick Barrondo (GUA) | Wang Zhen (CHN)                                                                 |
| 50 km marche      | Jared Tallent (AUS)                                                                                      | Si Tianfeng (CHN) | Robert Heffernan (IRL)                                                          |
| Saut en hauteur   | Erik Kynard (USA)                                                                                        | Mutaz Essa Barshim (QAT) Derek Drouin (CAN) Robert Grabarz (GBR)                                                                   | non attribuée                                                                   |
| Saut à la perche  | Renaud Lavillenie (FRA)                                                                                  | Björn Otto (GER) | Raphael Holzdeppe (GER)                                                         |
| Saut en longueur  | Greg Rutherford (GBR)                                                                                    | Mitchell Watt (AUS) | Will Claye (USA)                                                                |
| Triple saut       | Christian Taylor (USA)                                                                                   | Will Claye (USA) | Fabrizio Donato (ITA)                                                           |
| Lancer du poids   | Tomasz Majewski (POL)                                                                                    | David Storl (GER) | Reese Hoffa (USA)                                                               |
| Lancer du disque  | Robert Harting (GER)                                                                                     | Ehsan Hadadi (IRI) | Gerd Kanter (EST)                                                               |
| Lancer du marteau | Krisztián Pars (HUN)                                                                                     | Primož Kozmus (SLO) | Kōji Murofushi (JPN)                                                            |
| Lancer du javelot | Keshorn Walcott (TRI)                                                                                    | Antti Ruuskanen (FIN) | Vítězslav Veselý (CZE)                                                          |
| Décathlon         | Ashton Eaton (USA)                                                                                       | Trey Hardee (USA) | Leonel Suárez (CUB)                                                             |
| Femmes            | | |                                                                                 |
| 100 m             | Shelly-Ann Fraser-Pryce (JAM)                                                                            | Carmelita Jeter (USA) | Veronica Campbell-Brown (JAM)                                                   |
| 200 m             | Allyson Felix (USA)                                                                                      | Shelly-Ann Fraser-Pryce (JAM) | Carmelita Jeter (USA)                                                           |
| 400 m             | Sanya Richards-Ross (USA)                                                                                | Christine Ohuruogu (GBR) | DeeDee Trotter (USA)                                                            |
| 800 m             | Caster Semenya (RSA)                                                                                     | Ekaterina Poistogova (RUS) | Pamela Jelimo (KEN)                                                             |
| 1 500 m           | Maryam Yusuf Jamal (BRN)                                                                                 | Tatyana Tomashova (RUS) | Abeba Aregawi (ETH)                                                             |
| 5 000 m           | Meseret Defar (ETH)                                                                                      | Vivian Cheruiyot (KEN) | Tirunesh Dibaba (ETH)                                                           |
| 10 000 m          | Tirunesh Dibaba (ETH)                                                                                    | Sally Kipyego (KEN) | Vivian Cheruiyot (KEN)                                                          |
| Marathon          | Tiki Gelana (ETH)                                                                                        | Priscah Jeptoo (KEN) | Tatyana Petrova (RUS)                                                           |
| 100 m haies       | Sally Pearson (AUS)                                                                                      | Dawn Harper (USA) | Kellie Wells (USA)                                                              |
| 400 m haies'      | Lashinda Demus (USA)                                                                                     | Zuzana Hejnová (CZE) | Kaliese Spencer (JAM)                                                           |
| 3 000 m steeple   | Habiba Ghribi (TUN)                                                                                      | Sofia Assefa (ETH) | Milcah Cheywa (KEN)                                                             |
| Relais 4 × 100 m  | États-Unis Allyson Felix Carmelita Jeter Bianca Knight Tianna Madison Jeneba Tarmoh Lauryn Williams      | Jamaïque Schillonie Calvert Veronica Campbell-Brown Shelly-Ann Fraser-Pryce Samantha Henry-Robinson Sherone Simpson Kerron Stewart | Ukraine Elyzaveta Bryzhina Olesya Povh Mariya Ryemyen Hrystyna Stuy             |
| Relais 4 × 400 m  | États-Unis Keshia Baker Allyson Felix Diamond Dixon Francena McCorory Sanya Richards-Ross DeeDee Trotter | Jamaïque Christine Day Shereefa Lloyd Rosemarie Whyte Shericka Williams Novlene Williams-Mills                                     | Ukraine Alina Lohvynenko Nataliya Pyhyda Hanna Ryzhykova Olha Zemlyak           |
| 20 km marche,     | Qieyang Shenjie (CHN)                                                                                    | Liu Hong (CHN) | Lü Xiuzhi (CHN)                                                                 |
| Saut en hauteur,  | Anna Chicherova (RUS)                                                                                    | Brigetta Barrett (USA) | Ruth Beitia (ESP)                                                               |
| Saut à la perche  | Jennifer Suhr (USA)                                                                                      | Yarisley Silva (CUB) | Yelena Isinbayeva (RUS)                                                         |
| Saut en longueur  | Brittney Reese (USA)                                                                                     | Yelena Sokolova (RUS) | Janay DeLoach (USA)                                                             |
| Triple saut       | Olga Rypakova (KAZ)                                                                                      | Caterine Ibargüen (COL) | Olha Saladukha (UKR)                                                            |
| Lancer du poids,  | Valerie Adams (NZL)                                                                                      | Gong Lijiao (CHN) | Li Ling (CHN)                                                                   |
| Lancer du disque  | Sandra Perković (CRO)                                                                                    | Li Yanfeng (CHN) | Yarelys Barrios (CUB)                                                           |
| Lancer du marteau | Anita Włodarczyk (POL)                                                                                   | Betty Heidler (GER) | Zhang Wenxiu (CHN)                                                              |
| Lancer du javelot | Barbora Špotáková (CZE)                                                                                  | Christina Obergföll (GER) | Linda Stahl (GER)                                                               |
| Heptathlon        | Jessica Ennis (GBR)                                                                                      | Lilli Schwarzkopf (GER) | Austra Skujytė (LTU)                                                            |

## Aviron
| Épreuves                         | Or | Argent | Bronze |
| -------------------------------- | --- | --- | --- |
| Hommes                           | | | |
| Skiff                            | Mahé Drysdale (NZL) | Ondřej Synek (CZE) | Alan Campbell (GBR) |
| Deux de couple                   | Nouvelle-Zélande Nathan Cohen Joseph Sullivan | Italie Romano Battisti Alessio Sartori | Slovénie Iztok Čop Luka Špik |
| Deux de couple poids légers      | Danemark Rasmus Quist Hansen Mads Rasmussen | Grande-Bretagne Mark Hunter Zac Purchase | Nouvelle-Zélande Peter Taylor Storm Uru |
| Quatre de couple                 | Allemagne Tim Grohmann Lauritz Schoof Karl Schulze Philipp Wende                                                                                    | Croatie Damir Martin David Šain Martin Sinković Valent Sinković                                                                                                   | Australie Karsten Forsterling James McRae Chris Morgan Daniel Noonan |
| Deux sans barreur                | Nouvelle-Zélande Hamish Bond Eric Murray | France Germain Chardin Dorian Mortelette | Grande-Bretagne George Nash William Satch |
| Quatre sans barreur              | Grande-Bretagne Alex Gregory Tom James Peter Reed Andy Triggs Hodge                                                                                 | Australie James Chapman Joshua Dunkley-Smith Drew Ginn William Lockwood                                                                                           | États-Unis Charlie Cole Scott Gault Glenn Ochal Henrik Rummel |
| Quatre sans barreur poids légers | Afrique du Sud Matthew Brittain Sizwe Ndlovu John Smith James Thompson                                                                              | Grande-Bretagne Chris Bartley Peter Chambers Richard Chambers Rob Williams                                                                                        | Danemark Jacob Barsøe Eskild Ebbesen Morten Jørgensen Kasper Winther Jørgensen                                                                                          |
| Huit                             | Allemagne Filip Adamski Andreas Kuffner Eric Johannesen Florian Mennigen Lukas Müller Maximilian Reinelt Martin Sauer Richard Schmidt Kristof Wilke | Canada Gabriel Bergen Jeremiah Brown James Andrew Byrnes Will Crothers Douglas Csima Robert Gibson Malcolm Howard Conlin McCabe Brian Price                       | Grande-Bretagne Richard Egington James Foad Phelan Hill Matthew Langridge Constantine Louloudis Alex Partridge Tom Ransley Mohamed Sbihi Greg Searle                    |
| Femmes                           | | | |
| Skiff                            | Miroslava Knapková (CZE) | Fie Udby Erichsen (DEN) | Kim Crow (AUS) |
| Deux de couple                   | Grande-Bretagne Katherine Grainger Anna Watkins | Australie Kim Crow Brooke Pratley | Pologne Magdalena Fularczyk Julia Michalska |
| Deux de couple poids légers      | Grande-Bretagne Katherine Copeland Sophie Hosking                                                                                                   | Chine Huang Wenyi Xu Dongxiang | Grèce Alexándra Tsiávou Christína Yazitzídou |
| Quatre de couple                 | Ukraine Yana Dementyeva Nataliya Dovhodko Anastasiya Kozhenkova Kateryna Tarasenko                                                                  | Allemagne Carina Bär Britta Oppelt Julia Richter Annekatrin Thiele                                                                                                | États-Unis Natalie Dell Megan Kalmoe Kara Kohler Adrienne Martelli |
| Deux sans barreur                | Grande-Bretagne Helen Glover Heather Stanning | Australie Kate Hornsey Sarah Tait | Nouvelle-Zélande Juliette Haigh Rebecca Scown |
| Huit                             | États-Unis Erin Cafaro Caryn Davies Zsuzsanna Francia Caroline Lind Esther Lofgren Eleanor Logan Meghan Musnicki Taylor Ritzel Mary Whipple         | Canada Ashley Brzozowicz Krista Guloien Janine Hanson Darcy Marquardt Natalie Mastracci Andréanne Morin Lesley Thompson-Willie Rachelle Viinberg Lauren Wilkinson | Pays-Bas Chantal Achterberg Claudia Belderbos Carline Bouw Sytske de Groot Annemiek de Haan Nienke Kingma Anne Schellekens Roline Repelaer van Driel Jacobine Veenhoven |

## Badminton
| Épreuves         | Or                          | Argent                                | Bronze                                               |
| ---------------- | --------------------------- | ------------------------------------- | ---------------------------------------------------- |
| Simple messieurs | Lin Dan (CHN)               | Lee Chong Wei (MAS)                   | Chen Long (CHN)                                      |
| Simple dames     | Li Xuerui (CHN)             | Wang Yihan (CHN)                      | Saina Nehwal (IND)                                   |
| Double messieurs | Chine Cai Yun Fu Haifeng    | Danemark Mathias Boe Carsten Mogensen | Corée du Sud Jung Jae-sung Lee Yong-dae              |
| Double dames     | Chine Tian Qing Zhao Yunlei | Japon Mizuki Fujii Reika Kakiiwa      | Russie Valeria Sorokina Nina Vislova                 |
| Double mixte     | Chine Zhang Nan Zhao Yunlei | Chine Ma Jin Xu Chen                  | Danemark Joachim Fischer Nielsen Christinna Pedersen |

## Basket-ball
| Épreuves         | Or | Argent | Bronze |
| ---------------- | --- | --- | --- |
| Tournoi masculin | États-Unis Carmelo Anthony Kobe Bryant Tyson Chandler Anthony Davis Kevin Durant James Harden Andre Iguodala LeBron James Kevin Love Chris Paul Russell Westbrook Deron Williams | Espagne José Manuel Calderón Víctor Claver Rudy Fernández Marc Gasol Pau Gasol Serge Ibaka Sergio Llull Juan Carlos Navarro Felipe Reyes Sergio Rodríguez Víctor Sada Fernando San Emeterio          | Russie Semion Antonov Vitaly Fridzon Sergueï Karassev Sasha Kaun Viktor Khryapa Dmitri Khvostov Andrei Kirilenko Sergueï Monya Timofeï Mozgov Anton Ponkrachov Alexey Shved Evgeny Voronov |
| Tournoi féminin  | États-Unis Seimone Augustus Sue Bird Swin Cash Tamika Catchings Tina Charles Sylvia Fowles Asjha Jones Angel McCoughtry Maya Moore Candace Parker Diana Taurasi Lindsay Whalen   | France Clémence Beikes Jennifer Digbeu Céline Dumerc Élodie Godin Émilie Gomis Sandrine Gruda Marion Laborde Edwige Lawson-Wade Florence Lepron Nwal-Endéné Miyem Emmeline Ndongue Isabelle Yacoubou | Australie Suzy Batkovic Abby Bishop Liz Cambage Kristi Harrower Lauren Jackson Rachel Jarry Kathleen MacLeod Jenna O'Hea Samantha Richards Jennifer Screen Belinda Snell Laura Summerton   |

## Boxe
| Épreuves                          | Or                     | Argent                      | Bronze                           |
| --------------------------------- | ---------------------- | --------------------------- | -------------------------------- |
| Hommes                            |                        |                             |                                  |
| Poids mi-mouches Moins de 49 kg   | Zou Shiming (CHN)      | Kaew Pongprayoon (THA)      | Paddy Barnes (IRL)               |
| Poids mi-mouches Moins de 49 kg   | Zou Shiming (CHN)      | Kaew Pongprayoon (THA)      | David Ayrapetyan (RUS)           |
| Poids mouches Moins de 52 kg      | Robeisy Ramírez (CUB)  | Nyambayaryn Tögstsogt (MGL) | Misha Aloyan (RUS)               |
| Poids mouches Moins de 52 kg      | Robeisy Ramírez (CUB)  | Nyambayaryn Tögstsogt (MGL) | Michael Conlan (IRL)             |
| Poids coqs Moins de 56 kg         | Luke Campbell (GBR)    | John Joe Nevin (IRL)        | Lázaro Álvarez (CUB)             |
| Poids coqs Moins de 56 kg         | Luke Campbell (GBR)    | John Joe Nevin (IRL)        | Satoshi Shimizu (JPN)            |
| Poids légers Moins de 60 kg       | Vasyl Lomachenko (UKR) | Han Soon-chul (KOR)         | Yasniel Toledo (CUB)             |
| Poids légers Moins de 60 kg       | Vasyl Lomachenko (UKR) | Han Soon-chul (KOR)         | Evaldas Petrauskas (LTU)         |
| Poids super-légers Moins de 64 kg | Roniel Iglesias (CUB)  | Denys Berinchyk (UKR)       | Vincenzo Mangiacapre (ITA)       |
| Poids super-légers Moins de 64 kg | Roniel Iglesias (CUB)  | Denys Berinchyk (UKR)       | Uranchimegiin Mönkh-Erdene (MGL) |
| Poids welters Moins de 69 kg      | Serik Sapiyev (KAZ)    | Fred Evans (GBR)            | Taras Shelestyuk (UKR)           |
| Poids welters Moins de 69 kg      | Serik Sapiyev (KAZ)    | Fred Evans (GBR)            | Andrey Zamkovoy (RUS)            |
| Poids moyens Moins de 75 kg       | Ryōta Murata (JPN)     | Esquiva Florentino (BRA)    | Anthony Ogogo (GBR)              |
| Poids moyens Moins de 75 kg       | Ryōta Murata (JPN)     | Esquiva Florentino (BRA)    | Abbos Atoyev (UZB)               |
| Poids mi-lourds Moins de 81 kg    | Egor Mekhontsev (RUS)  | Adilbek Niyazymbetov (KAZ)  | Yamaguchi Falcão (BRA)           |
| Poids mi-lourds Moins de 81 kg    | Egor Mekhontsev (RUS)  | Adilbek Niyazymbetov (KAZ)  | Oleksandr Hvozdyk (UKR)          |
| Poids lourds Moins de 91 kg       | Oleksandr Usyk (UKR)   | Clemente Russo (ITA)        | Tervel Pulev (BUL)               |
| Poids lourds Moins de 91 kg       | Oleksandr Usyk (UKR)   | Clemente Russo (ITA)        | Teymur Mammadov (AZE)            |
| Poids super-lourds Plus de 91 kg  | Anthony Joshua (GBR)   | Roberto Cammarelle (ITA)    | Magomedrasul Majidov (AZE)       |
| Poids super-lourds Plus de 91 kg  | Anthony Joshua (GBR)   | Roberto Cammarelle (ITA)    | Ivan Dychko (KAZ)                |
| Femmes                            |                        |                             |                                  |
| Poids mouche Moins de 51 kg       | Nicola Adams (GBR)     | Ren Cancan (CHN)            | Marlen Esparza (USA)             |
| Poids mouche Moins de 51 kg       | Nicola Adams (GBR)     | Ren Cancan (CHN)            | Mary Kom (IND)                   |
| Poids légers Moins de 60 kg       | Katie Taylor (IRL)     | Sofya Ochigava (RUS)        | Mavzuna Chorieva (TJK)           |
| Poids légers Moins de 60 kg       | Katie Taylor (IRL)     | Sofya Ochigava (RUS)        | Adriana Araújo (BRA)             |
| Poids moyens Moins de 75 kg       | Claressa Shields (USA) | Nadezda Torlopova (RUS)     | Marina Volnova (KAZ)             |
| Poids moyens Moins de 75 kg       | Claressa Shields (USA) | Nadezda Torlopova (RUS)     | Li Jinzi (CHN)                   |

## Canoë-kayak

### Course en ligne
| Épreuves   | Or                                                                   | Argent                                                                         | Bronze                                                                  |
| ---------- | -------------------------------------------------------------------- | ------------------------------------------------------------------------------ | ----------------------------------------------------------------------- |
| Hommes     |                                                                      |                                                                                |                                                                         |
| C1 200 m   | Iouriy Tcheban (UKR)                                                 | Ivan Chtyl (RUS)                                                               | Sete Benavides (ESP)                                                    |
| C1 1 000 m | Sebastian Brendel (GER)                                              | David Cal (ESP)                                                                | Mark Oldershaw (CAN)                                                    |
| C2 1 000 m | Allemagne Peter Kretschmer Kurt Kuschela                             | Biélorussie Aliaksandr Bahdanovich Andrei Bahdanovich                          | Russie Alekseï Korovachkov Ilia Pervoukhine                             |
| K1 200 m   | Edward McKeever (GBR)                                                | Saúl Craviotto (ESP)                                                           | Mark de Jonge (CAN)                                                     |
| K1 1 000 m | Eirik Verås Larsen (NOR)                                             | Adam van Koeverden (CAN)                                                       | Max Hoff (GER)                                                          |
| K2 200 m   | Russie Aleksandr Dyachenko Yury Postrigay                            | Biélorussie Vadzim Makhneu Raman Piatrushenka                                  | Grande-Bretagne Liam Heath Jon Schofield                                |
| K2 1 000 m | Hongrie Rudolf Dombi Roland Kökény                                   | Portugal Fernando Pimenta Emanuel Silva                                        | Allemagne Martin Hollstein Andreas Ihle                                 |
| K4 1 000 m | Australie Jacob Clear Dave Smith Tate Smith Murray Stewart           | Hongrie Zoltán Kammerer Tamás Kulifai Dániel Pauman Dávid Tóth                 | République tchèque Josef Dostál Daniel Havel Jan Štěrba Lukáš Trefil    |
| Femmes     |                                                                      |                                                                                |                                                                         |
| K1 200 m   | Lisa Carrington (NZL)                                                | Inna Osypenko (UKR)                                                            | Natasa Janics (HUN)                                                     |
| K1 500 m   | Danuta Kozák (HUN)                                                   | Inna Osypenko (UKR)                                                            | Bridgitte Hartley (RSA)                                                 |
| K2 500 m   | Allemagne Tina Dietze Franziska Weber                                | Hongrie Natasa Janics Katalin Kovács                                           | Pologne Beata Mikołajczyk Karolina Naja                                 |
| K4 500 m   | Hongrie Kristina Fazekas Katalin Kovács Danuta Kozák Gabriella Szabó | Allemagne Tina Dietze Carolin Leonhardt Katrin Wagner-Augustin Franziska Weber | Biélorussie Volha Khudzenka Iryna Pamialova Nadzeya Papok Maryna Pautar |

### Slalom
| Épreuves | Or                                            | Argent                                          | Bronze                                          |
| -------- | --------------------------------------------- | ----------------------------------------------- | ----------------------------------------------- |
| Hommes   |                                               |                                                 |                                                 |
| C1       | Tony Estanguet (FRA)                          | Sideris Tasiadis (GER)                          | Michal Martikán (SVK)                           |
| C2       | Grande-Bretagne Timothy Baillie Etienne Stott | Grande-Bretagne David Florence Richard Hounslow | Slovaquie Pavol Hochschorner Peter Hochschorner |
| K1       | Daniele Molmenti (ITA)                        | Vavřinec Hradilek (CZE)                         | Hannes Aigner (GER)                             |
| Femmes   |                                               |                                                 |                                                 |
| K1       | Émilie Fer (FRA)                              | Jessica Fox (AUS)                               | Maialen Chourraut (ESP)                         |

## Cyclisme

### BMX
| Épreuves | Or                     | Argent               | Bronze               |
| -------- | ---------------------- | -------------------- | -------------------- |
| Hommes   | Māris Štrombergs (LAT) | Sam Willoughby (AUS) | Carlos Oquendo (COL) |
| Femmes   | Mariana Pajón (COL)    | Sarah Walker (NZL)   | Laura Smulders (NED) |

### Piste
| Épreuves               | Or                                                                       | Argent                                                            | Bronze                                                             |
| ---------------------- | ------------------------------------------------------------------------ | ----------------------------------------------------------------- | ------------------------------------------------------------------ |
| Hommes                 |                                                                          |                                                                   |                                                                    |
| Keirin                 | Chris Hoy (GBR)                                                          | Maximilian Levy (GER)                                             | Teun Mulder (NED) Simon van Velthooven (NZL)                       |
| Omnium                 | Lasse Norman Hansen (DEN)                                                | Bryan Coquard (FRA)                                               | Edward Clancy (GBR)                                                |
| Poursuites par équipes | Grande-Bretagne Steven Burke Edward Clancy Peter Kennaugh Geraint Thomas | Australie Jack Bobridge Rohan Dennis Michael Hepburn Glenn O'Shea | Nouvelle-Zélande} Sam Bewley Westley Gough Marc Ryan Jesse Sergent |
| Vitesse individuelle   | Jason Kenny (GBR)                                                        | Grégory Baugé (FRA)                                               | Shane Perkins (AUS)                                                |
| Vitesse par équipes    | Grande-Bretagne Philip Hindes Chris Hoy Jason Kenny                      | France Grégory Baugé Michaël D'Almeida Kévin Sireau               | Allemagne René Enders Maximilian Levy Robert Förstemann            |
| Femmes                 |                                                                          |                                                                   |                                                                    |
| Keirin                 | Victoria Pendleton (GBR)                                                 | Guo Shuang (CHN)                                                  | Lee Wai-sze (HKG)                                                  |
| Omnium                 | Laura Trott (GBR)                                                        | Sarah Hammer (USA)                                                | Annette Edmondson (AUS)                                            |
| Poursuite par équipes  | Grande-Bretagne Danielle King Joanna Rowsell Laura Trott                 | États-Unis Dotsie Bausch Sarah Hammer Jennie Reed                 | Canada Gillian Carleton Jasmin Glaesser Tara Whitten               |
| Vitesse individuelle   | Anna Meares (AUS)                                                        | Victoria Pendleton (GBR)                                          | Guo Shuang (CHN)                                                   |
| Vitesse par équipes    | Allemagne Kristina Vogel Miriam Welte                                    | Chine Gong Jinjie Guo Shuang                                      | Australie Kaarle McCulloch Anna Meares                             |

### Route
| Épreuves         | Or                         | Argent                     | Bronze                   |
| ---------------- | -------------------------- | -------------------------- | ------------------------ |
| Hommes           |                            |                            |                          |
| Course en ligne  | Alexandre Vinokourov (KAZ) | Rigoberto Urán (COL)       | Alexander Kristoff (NOR) |
| Contre-la-montre | Bradley Wiggins (GBR)      | Tony Martin (GER)          | Christopher Froome (GBR) |
| Femmes           |                            |                            |                          |
| Course en ligne  | Marianne Vos (NED)         | Elizabeth Armitstead (GBR) | Olga Zabelinskaïa (RUS)  |
| Contre-la-montre | Kristin Armstrong (USA)    | Judith Arndt (GER)         | Olga Zabelinskaïa (RUS)  |

### VTT
| Épreuves | Or                     | Argent              | Bronze                      |
| -------- | ---------------------- | ------------------- | --------------------------- |
| Hommes   | Jaroslav Kulhavý (CZE) | Nino Schurter (SUI) | Marco Aurelio Fontana (ITA) |
| Femmes   | Julie Bresset (FRA)    | Sabine Spitz (GER)  | Georgia Gould (USA)         |

## Équitation
| Épreuves                     | Or | Argent | Bronze |
| ---------------------------- | --- | --- | --- |
| Concours complet individuel  | Michael Jung (GER) sur Sam FBW | Sara Algotsson Ostholt (SWE) sur Wega | Sandra Auffarth (GER) sur Opgun Louvo |
| Concours complet par équipes | Allemagne Sandra Auffarth sur Opgun Louvo Michael Jung sur Sam FBW Ingrid Klimke sur Butts Abraxxas Dirk Schrade sur King Artus Peter Thomsen sur Barny | Grande-Bretagne Kristina Cook sur Miners Frolic William Fox-Pitt sur Lionheart Mary King sur Imperial Cavalier Zara Phillips sur High Kingdom Nicola Wilson sur Opposition Buzz | Nouvelle-Zélande Andrew Nicholson sur Nereo Jonathan Paget sur Clifton Promise Caroline Powell sur Lenamore Jonelle Richards sur Flintstar Mark Todd sur Campino            |
| Dressage individuel          | Charlotte Dujardin (GBR) sur Valegro | Adelinde Cornelissen (NED) sur Parzival | Laura Bechtolsheimer (GBR) sur Minstral Hojris |
| Dressage par équipes         | Grande-Bretagne Laura Bechtolsheimer sur Minstral Hojris Charlotte Dujardin sur Valegro Carl Hester sur Uthopia                                         | Allemagne Helen Langehanenberg sur Damon Hill Dorothee Schneider sur Diva Royal Kristina Sprehe sur Desperados                                                                  | Pays-Bas Adelinde Cornelissen sur Parzival Edward Gal sur Undercover Anky van Grunsven sur Salinero                                                                         |
| Saut d'obstacles individuel  | Steve Guerdat (SUI) sur Nino des Buissonets | Gerco Schröder (NED) sur London | Cian O'Connor (IRL) sur Blue Loyd |
| Saut d'obstacles par équipes | Grande-Bretagne Scott Brash sur Hello Sanctos Peter Charles sur Vindicat Ben Maher sur Tripple X Nick Skelton sur Big Star                              | Pays-Bas Marc Houtzager sur Tamino Gerco Schröder sur London Maikel Van der Vleuten sur Verdi Jur Vrieling sur Bubalu                                                           | Arabie saoudite Ramzy al-Duhami sur Bayard Van the Villa There Abdullah al-Sharbatly sur Sultan Abdullah ben Mutaib al-Saoud sur Davos Kamal Bahamdan sur Noblesse des Tess |

## Escrime
| Épreuves            | Or                                                                          | Argent                                                                           | Bronze                                                                     |
| ------------------- | --------------------------------------------------------------------------- | -------------------------------------------------------------------------------- | -------------------------------------------------------------------------- |
| Hommes              |                                                                             |                                                                                  |                                                                            |
| Fleuret individuel  | Lei Sheng (CHN)                                                             | Alaaeldin Abouelkassem (EGY)                                                     | Choi Byung-chul (KOR)                                                      |
| Fleuret par équipes | Italie Valerio Aspromonte Giorgio Avola Andrea Baldini Andrea Cassarà       | Japon Suguru Awaji Kenta Chida Ryō Miyake Yūki Ōta                               | Allemagne Sebastian Bachmann Peter Joppich Benjamin Kleibrink André Weßels |
| Épée individuelle   | Rubén Limardo (VEN)                                                         | Bartosz Piasecki (NOR)                                                           | Jung Jin-sun (KOR)                                                         |
| Sabre individuel    | Áron Szilágyi (HUN)                                                         | Diego Occhiuzzi (ITA)                                                            | Nikolay Kovalev (RUS)                                                      |
| Sabre par équipes   | Corée du Sud Gu Bon-gil Kim Jung-hwan Oh Eun-seok Won Woo-young             | Roumanie Tiberiu Dolniceanu Rareș Dumitrescu Alexandru Sirițeanu Florin Zalomir  | Italie Aldo Montano Diego Occhiuzzi Luigi Samele Luigi Tarantino           |
| Femmes              |                                                                             |                                                                                  |                                                                            |
| Fleuret individuel  | Elisa Di Francisca (ITA)                                                    | Arianna Errigo (ITA)                                                             | Valentina Vezzali (ITA)                                                    |
| Fleuret par équipes | Italie Elisa Di Francisca Arianna Errigo Ilaria Salvatori Valentina Vezzali | Russie Inna Deriglazova Kamilla Gafurzianova Larisa Korobeynikova Aida Shanayeva | Corée du Sud Jeon Hee-sook Jung Gil-ok Nam Hyun-hee Oh Ha-na               |
| Épée individuelle   | Yana Shemyakina (UKR)                                                       | Britta Heidemann (GER)                                                           | Sun Yujie (CHN)                                                            |
| Épée par équipes    | Chine Li Na Luo Xiaojuan Sun Yujie Xu Anqi                                  | Corée du Sud Choi Eun-sook Choi In-jeong Jung Hyo-jung Shin A-lam                | États-Unis Courtney Hurley Kelley Hurley Maya Lawrence Susie Scanlan       |
| Sabre individuel    | Kim Ji-yeon (KOR)                                                           | Sofia Velikaïa (RUS)                                                             | Olha Kharlan (UKR)                                                         |

## Football
| Épreuves         | Or | Argent | Bronze |
| ---------------- | --- | --- | --- |
| Tournoi masculin | Mexique Javier Aquino Néstor Araujo Dárvin Chávez José de Jesús Corona Javier Cortés Jorge Enríquez Marco Fabián Héctor Herrera Israel Jiménez Raúl Jiménez Hiram Mier Oribe Peralta Miguel Ponce Diego Reyes José Antonio Rodríguez Carlos Salcido Giovani dos Santos Néstor Vidrio | Brésil Alex Sandro Danilo Gabriel Ganso Hulk Juan Jesus Leandro Damião Lucas Moura Marcelo Neto Neymar Oscar Alexandre Pato Rafael Rômulo Sandro Thiago Silva Bruno Uvini                                                                                 | Corée du Sud Baek Sung-dong Hwang Seok-ho Ji Dong-won Jung Sung-ryong Jung Woo-young Ki Sung-yueng Kim Bo-kyung Kim Chang-soo Kim Hyun-sung Kim Kee-hee Kim Young-gwon Koo Ja-cheol Lee Bum-young Nam Tae-hee Oh Jae-suk Park Jong-woo Park Chu-young Yun Suk-young                       |
| Tournoi féminin  | États-Unis Nicole Barnhart Shannon Boxx Rachel Buehler Lauren Cheney Tobin Heath Amy LePeilbet Sydney Leroux Carli Lloyd Heather Mitts Alex Morgan Kelley O'Hara Heather O'Reilly Christie Rampone Megan Rapinoe Amy Rodriguez Becky Sauerbrunn Hope Solo Abby Wambach               | Japon Kozue Andō Miho Fukumoto Mana Iwabuchi Azusa Iwashimizu Ayumi Kaihori Nahomi Kawasumi Yukari Kinga Saki Kumagai Karina Maruyama Aya Miyama Shinobu Ohno Yūki Ōgimi Aya Sameshima Mizuho Sakaguchi Homare Sawa Megumi Takase Asuna Tanaka Kyoko Yano | Canada Candace Chapman Jonelle Filigno Robyn Gayle Kaylyn Kyle Karina LeBlanc Diana Matheson Erin McLeod Carmelina Moscato Marie-Ève Nault Kelly Parker Sophie Schmidt Desiree Scott Lauren Sesselmann Christine Sinclair Chelsea Stewart Melissa Tancredi Brittany Timko Rhian Wilkinson |

## Gymnastique

### Artistique
| Épreuves                     | Or                                                                               | Argent                                                                                   | Bronze                                                                            |
| ---------------------------- | -------------------------------------------------------------------------------- | ---------------------------------------------------------------------------------------- | --------------------------------------------------------------------------------- |
| Hommes                       |                                                                                  |                                                                                          |                                                                                   |
| Concours général par équipes | Chine Chen Yibing Feng Zhe Guo Weiyang Zhang Chenglong Zou Kai                   | Japon Ryōhei Katō Kazuhito Tanaka Yūsuke Tanaka Kōhei Uchimura Kōji Yamamuro             | Grande-Bretagne Sam Oldham Daniel Purvis Louis Smith Kristian Thomas Max Whitlock |
| Concours général individuel  | Kōhei Uchimura (JPN)                                                             | Marcel Nguyen (GER)                                                                      | Danell Leyva (USA)                                                                |
| Anneaux                      | Arthur Zanetti (BRA)                                                             | Chen Yibing (CHN)                                                                        | Matteo Morandi (ITA)                                                              |
| Barres parallèles            | Feng Zhe (CHN)                                                                   | Marcel Nguyen (GER)                                                                      | Hamilton Sabot (FRA)                                                              |
| Barre fixe                   | Epke Zonderland (NED)                                                            | Fabian Hambüchen (GER)                                                                   | Zou Kai (CHN)                                                                     |
| Cheval d'arçon               | Krisztián Berki (HUN)                                                            | Louis Smith (GBR)                                                                        | Max Whitlock (GBR)                                                                |
| Saut de cheval               | Yang Hak-seon (KOR)                                                              | Denis Ablyazin (RUS)                                                                     | Ihor Radivilov (UKR)                                                              |
| Sol                          | Zou Kai (CHN)                                                                    | Kōhei Uchimura (JPN)                                                                     | Denis Ablyazin (RUS)                                                              |
| Femmes                       |                                                                                  |                                                                                          |                                                                                   |
| Concours général par équipes | États-Unis Gabrielle Douglas McKayla Maroney Aly Raisman Kyla Ross Jordyn Wieber | Russie Ksenia Afanasieva Anastasia Grishina Viktoria Komova Aliya Mustafina Maria Paseka | Roumanie Diana Bulimar Diana Chelaru Larisa Iordache Sandra Izbașa Cătălina Ponor |
| Concours général individuel  | Gabrielle Douglas (USA)                                                          | Viktoria Komova (RUS)                                                                    | Aliya Mustafina (RUS)                                                             |
| Barres asymétriques          | Aliya Mustafina (RUS)                                                            | He Kexin (CHN)                                                                           | Beth Tweddle (GBR)                                                                |
| Poutre                       | Deng Linlin (CHN)                                                                | Sui Lu (CHN)                                                                             | Aly Raisman (USA)                                                                 |
| Saut de cheval               | Sandra Izbașa (ROU)                                                              | McKayla Maroney (USA)                                                                    | Maria Paseka (RUS)                                                                |
| Sol                          | Aly Raisman (USA)                                                                | Cătălina Ponor (ROU)                                                                     | Aliya Mustafina (RUS)                                                             |

### Rythmique
| Épreuves    | Or | Argent | Bronze                                                                                                |
| ----------- | --- | --- | --- |
| Individuel  | Evgenia Kanaeva (RUS)                                                                                              | Daria Dmitrieva (RUS) | Liubou Charkashyna (BLR)                                                                              |
| Par équipes | Russie Anastasia Bliznyuk Uliana Donskova Ksenia Dudkina Alina Makarenko Anastasia Nazarenko Karolina Sevastyanova | Biélorussie Maryna Hancharova Anastasia Ivankova Nataliya Leshchyk Aliaksandra Narkevich Ksenia Sankovich Alina Tumilovich | Italie Elisa Blanchi Romina Laurito Marta Pagnini Elisa Santoni Anzhelika Savrayuk Andreea Stefanescu |

## Haltérophilie
| Épreuves        | Or                       | Argent                     | Bronze                  |
| --------------- | ------------------------ | -------------------------- | ----------------------- |
| Hommes          |                          |                            |                         |
| Moins de 56 kg  | Om Yun-chol (PRK)        | Wu Jingbiao (CHN)          | Trần Lê Quốc Toàn (VIE) |
| Moins de 62 kg  | Kim Un-guk (PRK)         | Óscar Figueroa (COL)       | Eko Yuli Irawan (INA)   |
| Moins de 69 kg  | Lin Qingfeng (CHN)       | Triyatno (INA)             | Kim Myong-hyok (PRK)    |
| Moins de 77 kg  | Lu Xiaojun (CHN)         | Lu Haojie (CHN)            | Iván Cambar (CUB)       |
| Moins de 85 kg  | Adrian Zieliński (POL)   | Kianoush Rostami (IRI)     | Tarek Yehia (EGY)       |
| Moins de 94 kg  | Saeid Mohammadpour (IRI) | Kim Min-jae (KOR)          | Tomasz Zieliński (POL)  |
| Moins de 105 kg | Navab Nasirshelal (IRI)  | Bartłomiej Bonk (POL)      | Ivan Efremov (UZB)      |
| Plus de 105 kg  | Behdad Salimi (IRI)      | Sajjad Anoushiravani (IRI) | Jeon Sang-guen (KOR)    |
| Femmes          |                          |                            |                         |
| Moins de 48 kg  | Wang Mingjuan (CHN)      | Hiromi Miyake (JPN)        | Ryang Chun-hwa (PRK)    |
| Moins de 53 kg  | Hsu Shu-ching (TPE)      | Citra Febrianti (INA)      | Iuliia Paratova (UKR)   |
| Moins de 58 kg  | Li Xueying (CHN)         | Pimsiri Sirikaew (THA)     | Siripuch Gulnoi (THA)   |
| Moins de 63 kg  | Christine Girard (CAN)   | Milka Maneva (BUL)         | Luz Acosta (MEX)        |
| Moins de 69 kg  | Rim Jong-sim (PRK)       | Anna Nurmukhambetova (KAZ) | Ubaldina Valoyes (COL)  |
| Moins de 75 kg  | Lydia Valentín (ESP)     | Abeer Abdelrahman (EGY)    | Madias Nzesso (CMR)     |
| Plus de 75 kg   | Zhou Lulu (CHN)          | Tatiana Kashirina (RUS)    | Jang Mi-ran (KOR)       |

## Handball
| Épreuves         | Or | Argent | Bronze |
| ---------------- | --- | --- | --- |
| Tournoi masculin | France Luc Abalo William Accambray Xavier Barachet Didier Dinart Jérôme Fernandez Bertrand Gille Guillaume Gille Michaël Guigou Samuel Honrubia Guillaume Joli Nikola Karabatic Daouda Karaboué Daniel Narcisse Thierry Omeyer Cédric Sorhaindo           | Suède Kim Andersson Mattias Andersson Dalibor Doder Niclas Ekberg Mattias Gustafsson Johan Jakobsson Magnus Jernemyr Jonas Källman Tobias Karlsson Jonas Larholm Andreas Nilsson Fredrik Petersen Kim Ekdahl du Rietz Johan Sjöstrand Mattias Zachrisson | Croatie Mirko Alilović Ivano Balić Damir Bičanić Denis Buntić Ivan Čupić Domagoj Duvnjak Jakov Gojun Zlatko Horvat Marko Kopljar Blaženko Lacković Venio Losert Ivan Ninčević Manuel Štrlek Igor Vori Drago Vuković                               |
| Tournoi féminin  | Norvège Ida Alstad Karoline Dyhre Breivang Marit Malm Frafjord Kari Aalvik Grimsbø Camilla Herrem Kari Mette Johansen Amanda Kurtovic Heidi Løke Katrine Lunde Kristine Lunde Tonje Nøstvold Linn Kristin Riegelhuth Gøril Snorroeggen Linn Jørum Sulland | Monténégro Sonja Barjaktarović Anđela Bulatović Katarina Bulatović Ana Ðokić Marija Jovanović Milena Knežević Suzana Lazović Majda Mehmedović Radmila Miljanić Bojana Popović Jovanka Radičević Ana Radović Maja Savić Jasna Tošković Marina Vukčević    | Espagne Jessica Alonso Vanesa Amorós Macarena Aguilar Andrea Barnó Nely Carla Alberto Mihaela Ciobanu Verónica Cuadrado Patricia Elorza Beatriz Fernández Begoña Fernández Marta López Marta Mangué Carmen Martín Silvia Navarro Elisabeth Pinedo |

## Hockey sur gazon
| Épreuves         | Or | Argent | Bronze |
| ---------------- | --- | --- | --- |
| Tournoi masculin | Allemagne Oskar Deecke Florian Fuchs Moritz Fürste Martin Häner Tobias Hauke Oliver Korn Maximilian Müller Jan-Philipp Rabente Thilo Stralkowski Max Weinhold Christopher Wesley Benjamin Weß Timo Weß Matthias Witthaus Christopher Zeller Philipp Zeller            | Pays-Bas Sander Baart Billy Bakker Marcel Balkestein Teun de Nooijer Bob de Voogd Sander de Wijn Floris Evers Rogier Hofman Wouter Jolie Robbert Kemperman Jaap Stockmann Mink van der Weerden Robert van der Horst Valentin Verga Klaas Vermeulen Roderick Weusthof          | Australie Nathan Burgers Matthew Butturini Joel Carroll Chris Ciriello Tim Deavin Liam de Young Jamie Dwyer Russell Ford Matthew Gohdes Kieran Govers Fergus Kavanagh Mark Knowles Eddie Ockenden Simon Orchard Matthew Swann Glenn Turner |
| Tournoi féminin  | Pays-Bas Marilyn Agliotti Merel de Blaeij Eva de Goede Maartje Goderie Ellen Hoog Kelly Jonker Kim Lammers Maartje Paumen Sophie Polkamp Joyce Sombroek Naomi van As Carlien Dirkse van den Heuvel Margot van Geffen Caia van Maasakker Kitty van Male Lidewij Welten | Argentine Luciana Aymar Noel Barrionuevo Martina Cavallero Laura del Colle Silvina D'Elía Florencia Habif Rosario Luchetti Sofía Maccari Delfina Merino Florencia Mutio Carla Rebecchi Macarena Rodríguez Rocío Sánchez Moccia Mariela Scarone Daniela Sruoga Josefina Sruoga | Grande-Bretagne Ashleigh Ball Laura Bartlett Crista Cullen Alex Danson Hannah Macleod Emily Maguire Anne Panter Helen Richardson Chloe Rogers Beth Storry Sarah Thomas Georgie Twigg Laura Unsworth Kate Walsh Sally Walton Nicola White   |

## Judo
| Épreuves        | Or                          | Argent                        | Bronze                        |
| --------------- | --------------------------- | ----------------------------- | ----------------------------- |
| Hommes          |                             |                               |                               |
| Moins de 60 kg  | Arsen Galstyan (RUS)        | Hiroaki Hiraoka (JPN)         | Felipe Kitadai (BRA)          |
| Moins de 60 kg  | Arsen Galstyan (RUS)        | Hiroaki Hiraoka (JPN)         | Rishod Sobirov (UZB)          |
| Moins de 66 kg  | Lasha Shavdatuashvili (GEO) | Miklós Ungvári (HUN)          | Cho Jun-ho (KOR)              |
| Moins de 66 kg  | Lasha Shavdatuashvili (GEO) | Miklós Ungvári (HUN)          | Masashi Ebinuma (JPN)         |
| Moins de 73 kg  | Mansur Isaev (RUS)          | Riki Nakaya (JPN)             | Ugo Legrand (FRA)             |
| Moins de 73 kg  | Mansur Isaev (RUS)          | Riki Nakaya (JPN)             | Sainjargalyn Nyam-Ochir (MGL) |
| Moins de 81 kg  | Kim Jae-bum (KOR)           | Ole Bischof (GER)             | Ivan Nifontov (RUS)           |
| Moins de 81 kg  | Kim Jae-bum (KOR)           | Ole Bischof (GER)             | Antoine Valois-Fortier (CAN)  |
| Moins de 90 kg  | Song Dae-nam (KOR)          | Asley González (CUB)          | Ilías Iliádis (GRE)           |
| Moins de 90 kg  | Song Dae-nam (KOR)          | Asley González (CUB)          | Masashi Nishiyama (JPN)       |
| Moins de 100 kg | Tagir Khaybulaev (RUS)      | Naidangiin Tüvshinbayar (MGL) | Henk Grol (NED)               |
| Moins de 100 kg | Tagir Khaybulaev (RUS)      | Naidangiin Tüvshinbayar (MGL) | Dimitri Peters (GER)          |
| Plus de 100 kg  | Teddy Riner (FRA)           | Alexander Mikhaylin (RUS)     | Rafael Silva (BRA)            |
| Plus de 100 kg  | Teddy Riner (FRA)           | Alexander Mikhaylin (RUS)     | Andreas Tölzer (GER)          |
| Femmes          |                             |                               |                               |
| Moins de 48 kg  | Sarah Menezes (BRA)         | Alina Alexandra Dumitru (ROU) | Éva Csernoviczki (HUN)        |
| Moins de 48 kg  | Sarah Menezes (BRA)         | Alina Alexandra Dumitru (ROU) | Charline Van Snick (BEL)      |
| Moins de 52 kg  | An Kum-ae (PRK)             | Yanet Bermoy Acosta (CUB)     | Rosalba Forciniti (ITA)       |
| Moins de 52 kg  | An Kum-ae (PRK)             | Yanet Bermoy Acosta (CUB)     | Priscilla Gneto (FRA)         |
| Moins de 57 kg  | Kaori Matsumoto (JPN)       | Corina Căprioriu (ROU)        | Marti Malloy (USA)            |
| Moins de 57 kg  | Kaori Matsumoto (JPN)       | Corina Căprioriu (ROU)        | Automne Pavia (FRA)           |
| Moins de 63 kg  | Urška Žolnir (SLO)          | Xu Lili (CHN)                 | Gévrise Émane (FRA)           |
| Moins de 63 kg  | Urška Žolnir (SLO)          | Xu Lili (CHN)                 | Yoshie Ueno (JPN)             |
| Moins de 70 kg  | Lucie Décosse (FRA)         | Kerstin Thiele (GER)          | Yuri Alvear (COL)             |
| Moins de 70 kg  | Lucie Décosse (FRA)         | Kerstin Thiele (GER)          | Edith Bosch (NED)             |
| Moins de 78 kg  | Kayla Harrison (USA)        | Gemma Gibbons (GBR)           | Mayra Aguiar (BRA)            |
| Moins de 78 kg  | Kayla Harrison (USA)        | Gemma Gibbons (GBR)           | Audrey Tcheuméo (FRA)         |
| Plus de 78 kg   | Idalys Ortíz (CUB)          | Mika Sugimoto (JPN)           | Karina Bryant (GBR)           |
| Plus de 78 kg   | Idalys Ortíz (CUB)          | Mika Sugimoto (JPN)           | Tong Wen (CHN)                |

## Lutte

### Libre
| Épreuves        | Or                                       | Argent                         | Bronze                          |
| --------------- | ---------------------------------------- | ------------------------------ | ------------------------------- |
| Hommes          |                                          |                                |                                 |
| Moins de 55 kg  | Dzhamal Otarsultanov (RUS)               | Vladimer Khinchegashvili (GEO) | Yang Kyong-il (PRK)             |
| Moins de 55 kg  | Dzhamal Otarsultanov (RUS)               | Vladimer Khinchegashvili (GEO) | Shinichi Yumoto (JPN)           |
| Moins de 60 kg  | Toğrul Əsgərov (AZE)                     | Besik Kudukhov (RUS)           | Yogeshwar Dutt (IND)            |
| Moins de 60 kg  | Toğrul Əsgərov (AZE)                     | Besik Kudukhov (RUS)           | Coleman Scott (USA)             |
| Moins de 66 kg  | Tatsuhiro Yonemitsu (JPN)                | Sushil Kumar (IND)             | Liván López (CUB)               |
| Moins de 66 kg  | Tatsuhiro Yonemitsu (JPN)                | Sushil Kumar (IND)             | Akzhurek Tanatarov (KAZ)        |
| Moins de 74 kg  | Jordan Burroughs (USA)                   | Sadegh Goudarzi (IRI)          | Gábor Hatos (HUN)               |
| Moins de 74 kg  | Jordan Burroughs (USA)                   | Sadegh Goudarzi (IRI)          | Denis Tsargush (RUS)            |
| Moins de 84 kg  | Şərif Şərifov (AZE)                      | Jaime Espinal (PUR)            | Ehsan Lashgari (IRI)            |
| Moins de 84 kg  | Şərif Şərifov (AZE)                      | Jaime Espinal (PUR)            | Dato Marsagishvili (GEO)        |
| Moins de 96 kg  | Jake Varner (USA)                        | Valeriy Andriytsev (UKR)       | Xetaq Qazyumov (AZE)            |
| Moins de 96 kg  | Jake Varner (USA)                        | Valeriy Andriytsev (UKR)       | Giorgi Gogshelidze (GEO)        |
| Moins de 120 kg | Komeil Ghasemi (IRI) Bilyal Makhov (RUS) | -                              | Tervel Dlagnev (USA)            |
| Moins de 120 kg | Komeil Ghasemi (IRI) Bilyal Makhov (RUS) | -                              | Daulet Shabanbay (KAZ)          |
| Femmes          |                                          |                                |                                 |
| Moins de 48 kg  | Hitomi Obara (JPN)                       | Mariya Stadnik (AZE)           | Carol Huynh (CAN)               |
| Moins de 48 kg  | Hitomi Obara (JPN)                       | Mariya Stadnik (AZE)           | Clarissa Chun (USA)             |
| Moins de 55 kg  | Saori Yoshida (JPN)                      | Tonya Verbeek (CAN)            | Jackeline Rentería (COL)        |
| Moins de 55 kg  | Saori Yoshida (JPN)                      | Tonya Verbeek (CAN)            | Yuliya Ratkeviç (AZE)           |
| Moins de 63 kg  | Kaori Ichō (JPN)                         | Jing Ruixue (CHN)              | Soronzonboldyn Battsetseg (MGL) |
| Moins de 63 kg  | Kaori Ichō (JPN)                         | Jing Ruixue (CHN)              | Lubov Volosova (RUS)            |
| Moins de 72 kg  | Natalia Vorobieva (RUS)                  | Stanka Zlateva (BUL)           | Guzel Manyurova (KAZ)           |
| Moins de 72 kg  | Natalia Vorobieva (RUS)                  | Stanka Zlateva (BUL)           | Maider Unda (ESP)               |

### Gréco-Romaine
| Épreuves        | Or                   | Argent                  | Bronze                    |
| --------------- | -------------------- | ----------------------- | ------------------------- |
| Moins de 55 kg  | Hamid Sourian (IRI)  | Rövşən Bayramov (AZE)   | Péter Módos (HUN)         |
| Moins de 55 kg  | Hamid Sourian (IRI)  | Rövşən Bayramov (AZE)   | Mingiyan Semenov (RUS)    |
| Moins de 60 kg  | Omid Norouzi (IRI)   | Revaz Lashkhi (GEO)     | Zaur Kuramagomedov (RUS)  |
| Moins de 60 kg  | Omid Norouzi (IRI)   | Revaz Lashkhi (GEO)     | Ryūtarō Matsumoto (JPN)   |
| Moins de 66 kg  | Kim Hyeon-woo (KOR)  | Tamás Lőrincz (HUN)     | Manuchar Tskhadaia (GEO)  |
| Moins de 66 kg  | Kim Hyeon-woo (KOR)  | Tamás Lőrincz (HUN)     | Steeve Guénot (FRA)       |
| Moins de 74 kg  | Roman Vlasov (RUS)   | Arsen Julfalakyan (ARM) | Aleksandr Kazakevič (LTU) |
| Moins de 74 kg  | Roman Vlasov (RUS)   | Arsen Julfalakyan (ARM) | Emin Əhmədov (AZE)        |
| Moins de 84 kg  | Alan Khougaïev (RUS) | Karam Gaber (EGY)       | Daniyal Gadzhiyev (KAZ)   |
| Moins de 84 kg  | Alan Khougaïev (RUS) | Karam Gaber (EGY)       | Damian Janikowski (POL)   |
| Moins de 96 kg  | Ghasem Rezaei (IRI)  | Rustam Totrov (RUS)     | Artur Aleksanyan (ARM)    |
| Moins de 96 kg  | Ghasem Rezaei (IRI)  | Rustam Totrov (RUS)     | Jimmy Lidberg (SWE)       |
| Moins de 120 kg | Mijaín López (CUB)   | Heiki Nabi (EST)        | Johan Eurén (SWE)         |
| Moins de 120 kg | Mijaín López (CUB)   | Heiki Nabi (EST)        | Rıza Kayaalp (TUR)        |

## Natation
| Épreuves                    | Or | Argent | Bronze |
| --------------------------- | --- | --- | --- |
| Hommes                      | | | |
| 50 m nage libre             | Florent Manaudou (FRA) | Cullen Jones (USA) | César Cielo (BRA)                                                                                           |
| 100 m nage libre            | Nathan Adrian (USA) | James Magnussen (AUS) | Brent Hayden (CAN)                                                                                          |
| 200 m nage libre            | Yannick Agnel (FRA) | Park Tae-hwan (KOR) Sun Yang (CHN)                                                                                               | - |
| 400 m nage libre            | Sun Yang (CHN) | Park Tae-hwan (KOR) | Peter Vanderkaay (USA)                                                                                      |
| 1 500 m nage libre          | Sun Yang (CHN) | Ryan Cochrane (CAN) | Oussama Mellouli (TUN)                                                                                      |
| 100 m dos                   | Matt Grevers (USA) | Nick Thoman (USA) | Ryōsuke Irie (JPN)                                                                                          |
| 200 m dos                   | Tyler Clary (USA) | Ryōsuke Irie (JPN) | Ryan Lochte (USA)                                                                                           |
| 100 m brasse                | Cameron van der Burgh (RSA)                                                                                                   | Christian Sprenger (AUS) | Brendan Hansen (USA)                                                                                        |
| 200 m brasse                | Dániel Gyurta (HUN) | Michael Jamieson (GBR) | Ryo Tateishi (JPN)                                                                                          |
| 100 m papillon              | Michael Phelps (USA) | Chad le Clos (RSA) Yevgeniy Korotychkin (RUS)                                                                                    | - |
| 200 m papillon              | Chad le Clos (RSA) | Michael Phelps (USA) | Takeshi Matsuda (JPN)                                                                                       |
| 200 m 4 nages               | Michael Phelps (USA) | Ryan Lochte (USA) | László Cseh (HUN)                                                                                           |
| 400 m 4 nages               | Ryan Lochte (USA) | Thiago Pereira (BRA) | Kōsuke Hagino (JPN)                                                                                         |
| Relais 4 × 100 m nage libre | France Yannick Agnel Alain Bernard Fabien Gilot Clément Lefert Amaury Leveaux Jérémy Stravius                                 | États-Unis Nathan Adrian Ricky Berens Jimmy Feigen Matthew Grevers Cullen Jones Jason Lezak Ryan Lochte Michael Phelps           | Russie Sergey Fesikov Andrey Grechin Danila Izotov Evgeny Lagunov Nikita Lobintsev Vladimir Morozov         |
| Relais 4 × 200 m nage libre | États-Unis Ricky Berens Conor Dwyer Charles Houchin Ryan Lochte Matt McLean Michael Phelps Davis Tarwater                     | France Yannick Agnel Clément Lefert Amaury Leveaux Grégory Mallet Jérémy Stravius                                                | Chine Dai Jun Hao Yun Jiang Haiqi Li Yunqi Lü Zhiwu Sun Yang                                                |
| Relais 4 × 100 m 4 nages    | États-Unis Nathan Adrian Matt Grevers Brendan Hansen Cullen Jones Tyler McGill Michael Phelps Eric Shanteau Nick Thoman       | Japon Takuro Fujii Ryōsuke Irie Kōsuke Kitajima Takeshi Matsuda                                                                  | Australie Tommaso D'Orsogna James Magnussen Brenton Rickard Christian Sprenger Hayden Stoeckel Matt Targett |
| 10 km eau vive              | Oussama Mellouli (TUN) | Thomas Lurz (GER) | Richard Weinberger (CAN)                                                                                    |
| Femmes                      | | | |
| 50 m nage libre             | Ranomi Kromowidjojo (NED) | Aliaksandra Herasimenia (BLR) | Marleen Veldhuis (NED)                                                                                      |
| 100 m nage libre            | Ranomi Kromowidjojo (NED) | Aliaksandra Herasimenia (BLR) | Tang Yi (CHN)                                                                                               |
| 200 m nage libre            | Allison Schmitt (USA) | Camille Muffat (FRA) | Bronte Barratt (AUS)                                                                                        |
| 400 m nage libre            | Camille Muffat (FRA) | Allison Schmitt (USA) | Rebecca Adlington (GBR)                                                                                     |
| 800 m nage libre            | Katie Ledecky (USA) | Mireia Belmonte (ESP) | Rebecca Adlington (GBR)                                                                                     |
| 100 m dos                   | Missy Franklin (USA) | Emily Seebohm (AUS) | Aya Terakawa (JPN)                                                                                          |
| 200 m dos                   | Missy Franklin (USA) | Anastasia Zueva (RUS) | Elizabeth Beisel (USA)                                                                                      |
| 100 m brasse                | Rūta Meilutytė (LTU) | Rebecca Soni (USA) | Satomi Suzuki (JPN)                                                                                         |
| 200 m brasse                | Rebecca Soni (USA) | Satomi Suzuki (JPN) | Yuliya Efimova (RUS)                                                                                        |
| 100 m papillon              | Dana Vollmer (USA) | Lu Ying (CHN) | Alicia Coutts (AUS)                                                                                         |
| 200 m papillon              | Jiao Liuyang (CHN) | Mireia Belmonte (ESP) | Natsumi Hoshi (JPN)                                                                                         |
| 200 m 4 nages               | Ye Shiwen (CHN) | Alicia Coutts (AUS) | Caitlin Leverenz (USA)                                                                                      |
| 400 m 4 nages               | Ye Shiwen (CHN) | Elizabeth Beisel (USA) | Li Xuanxu (CHN)                                                                                             |
| Relais 4 × 100 m nage libre | Australie Cate Campbell Alicia Coutts Brittany Elmslie Yolane Kukla Melanie Schlanger Emily Seebohm Libby Trickett            | Pays-Bas Inge Dekker Femke Heemskerk Ranomi Kromowidjojo Hinkelien Schreuder Marleen Veldhuis                                    | États-Unis Natalie Coughlin Missy Franklin Jessica Hardy Lia Neal Allison Schmitt Amanda Weir               |
| Relais 4 × 200 m nage libre | États-Unis Alyssa Anderson Missy Franklin Lauren Perdue Allison Schmitt Dana Vollmer Shannon Vreeland                         | Australie Angie Bainbridge Bronte Barratt Alicia Coutts Brittany Elmslie Blair Evans Jade Neilsen Kylie Palmer Melanie Schlanger | France Coralie Balmy Charlotte Bonnet Ophélie-Cyrielle Étienne Margaux Farrell Mylène Lazare Camille Muffat |
| Relais 4 × 100 m 4 nages    | États-Unis Rachel Bootsma Claire Donahue Missy Franklin Jessica Hardy Breeja Larson Allison Schmitt Rebecca Soni Dana Vollmer | Australie Alicia Coutts Brittany Elmslie Leisel Jones Melanie Schlanger Emily Seebohm                                            | Japon Yuka Kato Satomi Suzuki Aya Terakawa Haruka Ueda                                                      |
| 10 km eau vive              | Éva Risztov (HUN) | Haley Anderson (USA) | Martina Grimaldi (ITA)                                                                                      |

## Natation synchronisée
| Épreuves | Or | Argent                                                                                                  | Bronze |
| -------- | --- | --- | --- |
| Duo      | Russie Natalia Ishchenko Svetlana Romashina | Espagne Ona Carbonell Andrea Fuentes                                                                    | Chine Huang Xuechen Liu Ou |
| Ballet   | Russie Anastasia Davydova Maria Gromova Natalia Ishchenko Elvira Khasyanova Daria Korobova Aleksandra Patskevich Svetlana Romashina Anjelika Timanina Alla Shishkina | Chine Chang Si Chen Xiaojun Huang Xuechen Jiang Tingting Jiang Wenwen Liu Ou Luo Xi Sun Wenyan Wu Yiwen | Espagne Clara Basiana Alba María Cabello Ona Carbonell Margalida Crespí Andrea Fuentes Thais Henríquez Paula Klamburg Irene Montrucchio Laia Pons |

## Pentathlon moderne
| Épreuves | Or                       | Argent                | Bronze             |
| -------- | ------------------------ | --------------------- | ------------------ |
| Hommes   | David Svoboda (CZE)      | Cao Zhongrong (CHN)   | Ádám Marosi (HUN)  |
| Femmes   | Laura Asadauskaitė (LTU) | Samantha Murray (GBR) | Yane Marques (BRA) |

## Plongeon
| Épreuves                    | Or                           | Argent                                   | Bronze                                  |
| --------------------------- | ---------------------------- | ---------------------------------------- | --------------------------------------- |
| Hommes                      |                              |                                          |                                         |
| Tremplin à 3 m              | Ilia Zakharov (RUS)          | Qin Kai (CHN)                            | He Chong (CHN)                          |
| Haut-vol à 10 m             | David Boudia (USA)           | Qiu Bo (CHN)                             | Tom Daley (GBR)                         |
| Tremplin à 3 m synchronisé  | Chine Luo Yutong Qin Kai     | Russie Ievgueni Kouznetsov Ilia Zakharov | États-Unis Troy Dumais Kristian Ipsen   |
| Haut-vol à 10 m synchronisé | Chine Cao Yuan Zhang Yanquan | Mexique Iván García Germán Sánchez       | États-Unis David Boudia Nick McCrory    |
| Femmes                      |                              |                                          |                                         |
| Tremplin à 3 m              | Wu Minxia (CHN)              | He Zi (CHN)                              | Laura Sánchez (MEX)                     |
| Haut-vol à 10 m             | Chen Ruolin (CHN)            | Brittany Broben (AUS)                    | Pandelela Pamg (MAS)                    |
| Tremplin à 3 m synchronisé  | Chine He Zi Wu Minxia        | États-Unis Kelci Bryant Abigail Johnston | Canada Jennifer Abel Émilie Heymans     |
| Haut-vol à 10 m synchronisé | Chine Chen Ruolin Wang Hao   | Mexique Paola Espinosa Alejandra Orozco  | Canada Meaghan Benfeito Roseline Filion |

## Taekwondo
| Épreuves                     | Or                         | Argent                     | Bronze                       |
| ---------------------------- | -------------------------- | -------------------------- | ---------------------------- |
| Hommes                       |                            |                            |                              |
| Poids mouches Moins de 58 kg | Joel González (ESP)        | Lee Dae-hoon (KOR)         | Alekseï Denissenko (RUS)     |
| Poids mouches Moins de 58 kg | Joel González (ESP)        | Lee Dae-hoon (KOR)         | Óscar Muñoz Oviedo (COL)     |
| Poids légers Moins de 68 kg  | Servet Tazegül (TUR)       | Mohammad Bagheri (IRI)     | Terrence Jennings (USA)      |
| Poids légers Moins de 68 kg  | Servet Tazegül (TUR)       | Mohammad Bagheri (IRI)     | Rohullah Nikpai (AFG)        |
| Poids moyens Moins de 80 kg  | Sebastián Crismanich (ARG) | Nicolás García (ESP)       | Lutalo Muhammad (GBR)        |
| Poids moyens Moins de 80 kg  | Sebastián Crismanich (ARG) | Nicolás García (ESP)       | Mauro Sarmiento (ITA)        |
| Poids lourds Plus de 80 kg   | Carlo Molfetta (ITA)       | Anthony Obame (GAB)        | Robelis Despaigne (CUB)      |
| Poids lourds Plus de 80 kg   | Carlo Molfetta (ITA)       | Anthony Obame (GAB)        | Liu Xiaobo (CHN)             |
| Femmes                       |                            |                            |                              |
| Poids mouches Moins de 49 kg | Wu Jingyu (CHN)            | Brigitte Yagüe (ESP)       | Chanatip Sonkham (THA)       |
| Poids mouches Moins de 49 kg | Wu Jingyu (CHN)            | Brigitte Yagüe (ESP)       | Lucija Zaninović (CRO)       |
| Poids légers Moins de 57 kg  | Jade Jones (GBR)           | Hou Yuzhuo (CHN)           | Marlène Harnois (FRA)        |
| Poids légers Moins de 57 kg  | Jade Jones (GBR)           | Hou Yuzhuo (CHN)           | Tseng Li-Cheng (TPE)         |
| Poids moyens Moins de 67 kg  | Hwang Kyung-seon (KOR)     | Nur Tatar (TUR)            | Helena Fromm (GER)           |
| Poids moyens Moins de 67 kg  | Hwang Kyung-seon (KOR)     | Nur Tatar (TUR)            | Paige McPherson (USA)        |
| Poids lourds Plus de 67 kg   | Milica Mandić (SRB)        | Anne-Caroline Graffe (FRA) | Anastasia Baryshnikova (RUS) |
| Poids lourds Plus de 67 kg   | Milica Mandić (SRB)        | Anne-Caroline Graffe (FRA) | María Espinoza (MEX)         |

## Tennis
| Épreuves         | Or                                        | Argent                                              | Bronze                                  |
| ---------------- | ----------------------------------------- | --------------------------------------------------- | --------------------------------------- |
| Simple messieurs | Andy Murray (GBR)                         | Roger Federer (SUI)                                 | Juan Martín del Potro (ARG)             |
| Simple dames     | Serena Williams (USA)                     | Maria Sharapova (RUS)                               | Victoria Azarenka (BLR)                 |
| Double messieurs | États-Unis Bob Bryan Mike Bryan           | France Michaël Llodra Jo-Wilfried Tsonga            | France Julien Benneteau Richard Gasquet |
| Double dames     | États-Unis Serena Williams Venus Williams | République tchèque Andrea Hlaváčková Lucie Hradecká | Russie Maria Kirilenko Nadia Petrova    |
| Double mixte     | Biélorussie Victoria Azarenka Max Mirnyi  | Grande-Bretagne Laura Robson Andy Murray            | États-Unis Lisa Raymond Mike Bryan      |

## Tennis de table
| Épreuves    | Or                                 | Argent                                              | Bronze                                                |
| ----------- | ---------------------------------- | --------------------------------------------------- | ----------------------------------------------------- |
| Hommes      |                                    |                                                     |                                                       |
| Simple      | Zhang Jike (CHN)                   | Wang Hao (CHN)                                      | Dimitrij Ovtcharov (GER)                              |
| Par équipes | Chine Ma Long Wang Hao Zhang Jike  | Corée du Sud Joo Sae-hyuk Oh Sang-eun Ryu Seung-min | Allemagne Timo Boll Dimitrij Ovtcharov Bastian Steger |
| Femmes      |                                    |                                                     |                                                       |
| Simple      | Li Xiaoxia (CHN)                   | Ding Ning (CHN)                                     | Feng Tianwei (SIN)                                    |
| Par équipes | Chine Ding Ning Guo Yue Li Xiaoxia | Japon Ai Fukuhara Sayaka Hirano Kasumi Ishikawa     | Singapour Feng Tianwei Li Jiawei Wang Yuegu           |

## Tir
| Épreuves                     | Or                           | Argent                   | Bronze                  |
| ---------------------------- | ---------------------------- | ------------------------ | ----------------------- |
| Hommes                       |                              |                          |                         |
| Carabine à 10 m air comprimé | Alin George Moldoveanu (ROU) | Niccolò Campriani (ITA)  | Gagan Narang (IND)      |
| Carabine à 50 m 3 positions  | Niccolò Campriani (ITA)      | Kim Jong-hyun (KOR)      | Matthew Emmons (USA)    |
| Carabine à 50 m tir couché   | Siarhei Martynau (BLR)       | Lionel Cox (BEL)         | Rajmond Debevec (SLO)   |
| Pistolet à 10 m air comprimé | Jin Jong-oh (KOR)            | Luca Tesconi (ITA)       | Andrija Zlatić (SRB)    |
| Pistolet à 25 m tir rapide   | Leuris Pupo (CUB)            | Vijay Kumar (IND)        | Ding Feng (CHN)         |
| Pistolet à 50 m              | Jin Jong-oh (KOR)            | Choi Young-rae (KOR)     | Wang Zhiwei (CHN)       |
| Skeet                        | Vincent Hancock (USA)        | Anders Golding (DEN)     | Nasser al-Attiyah (QAT) |
| Trap                         | Giovanni Cernogoraz (CRO)    | Massimo Fabbrizi (ITA)   | Fehaid al-Deehani (KUW) |
| Double trap                  | Peter Wilson (GBR)           | Håkan Dahlby (SWE)       | Vasiliy Mosin (RUS)     |
| Femmes                       |                              |                          |                         |
| Carabine à 10 m air comprimé | Yi Siling (CHN)              | Sylwia Bogacka (POL)     | Yu Dan (CHN)            |
| Carabine 50 m 3 positions    | Jamie Lynn Gray (USA)        | Ivana Maksimović (SRB)   | Adéla Sýkorová (CZE)    |
| Pistolet à 10 m air comprimé | Guo Wenjun (CHN)             | Céline Goberville (FRA)  | Olena Kostevych (UKR)   |
| Pistolet à 25 m              | Kim Jang-mi (KOR)            | Chen Ying (CHN)          | Olena Kostevych (UKR)   |
| Skeet                        | Kim Rhode (USA)              | Wei Ning (CHN)           | Danka Barteková (SVK)   |
| Trap                         | Jessica Rossi (ITA)          | Zuzana Štefečeková (SVK) | Delphine Réau (FRA)     |

## Tir à l'arc
| Épreuves    | Or                                                    | Argent                                             | Bronze                                            |
| ----------- | ----------------------------------------------------- | -------------------------------------------------- | ------------------------------------------------- |
| Hommes      |                                                       |                                                    |                                                   |
| Individuel  | Oh Jin-hyek (KOR)                                     | Takaharu Furukawa (JPN)                            | Dai Xiaoxiang (CHN)                               |
| Par équipes | Italie Michele Frangilli Marco Galiazzo Mauro Nespoli | États-Unis Brady Ellison Jake Kaminski Jacob Wukie | Corée du Sud Kim Bub-min Im Dong-hyun Oh Jin-hyek |
| Femmes      |                                                       |                                                    |                                                   |
| Individuel  | Ki Bo-bae (KOR)                                       | Aída Román (MEX)                                   | Mariana Avitia (MEX)                              |
| Par équipes | Corée du Sud Choi Hyeonju Ki Bo-bae Lee Sung-jin      | Chine Cheng Ming Fang Yuting Xú Jīng               | Japon Ren Hayakawa Kaori Kawanaka Miki Kanie      |

## Trampoline
| Épreuves | Or                        | Argent                | Bronze            |
| -------- | ------------------------- | --------------------- | ----------------- |
| Hommes   | Dong Dong (CHN)           | Dmitriy Ushakov (RUS) | Lu Chunlong (CHN) |
| Femmes   | Rosannagh MacLennan (CAN) | Huang Shanshan (CHN)  | He Wenna (CHN)    |

## Triathlon
| Épreuves | Or                      | Argent             | Bronze                  |
| -------- | ----------------------- | ------------------ | ----------------------- |
| Hommes   | Alistair Brownlee (GBR) | Javier Gómez (ESP) | Jonathan Brownlee (GBR) |
| Femmes   | Nicola Spirig (SUI)     | Lisa Nordén (SWE)  | Erin Densham (AUS)      |

## Voile
| Épreuves     | Or                                                   | Argent                                            | Bronze                                              |
| ------------ | ---------------------------------------------------- | ------------------------------------------------- | --------------------------------------------------- |
| Hommes       |                                                      |                                                   |                                                     |
| 470          | Australie Mathew Belcher Malcolm Page                | Grande-Bretagne Stuart Bithell Luke Patience      | Argentine Lucas Calabrese Juan de la Fuente         |
| 49er         | Australie Iain Jensen Nathan Outteridge              | Nouvelle-Zélande Peter Burling Blair Tuke         | Danemark Peter Lang Allan Nørregaard                |
| Finn         | Ben Ainslie (GBR)                                    | Jonas Høgh-Christensen (DEN)                      | Jonathan Lobert (FRA)                               |
| Laser        | Tom Slingsby (AUS)                                   | Pávlos Kontídis (CYP)                             | Rasmus Myrgren (SWE)                                |
| RS:X         | Dorian van Rijsselberghe (NED)                       | Nick Dempsey (GBR)                                | Przemysław Miarczyński (POL)                        |
| Star         | Suède Fredrik Lööf Max Salminen                      | Grande-Bretagne Iain Percy Andrew Simpson         | Brésil Bruno Prada Robert Scheidt                   |
| Femmes       |                                                      |                                                   |                                                     |
| 470          | Nouvelle-Zélande Jo Aleh Olivia Powrie               | Grande-Bretagne Saskia Clark Hannah Mills         | Pays-Bas Lobke Berkhout Lisa Westerhof              |
| Elliott      | Espagne Támara Echegoyen Ángela Pumariega Sofía Toro | Australie Nina Curtis Olivia Price Lucinda Whitty | Finlande Silja Kanerva Silja Lehtinen Mikaela Wulff |
| Laser Radial | Lijia Xu (CHN)                                       | Marit Bouwmeester (NED)                           | Evi Van Acker (BEL)                                 |
| RS:X         | Marina Alabau (ESP)                                  | Tuuli Petäjä (FIN)                                | Zofia Klepacka (POL)                                |

## Volley-ball

### Beach-Volley
| Épreuves         | Or                                       | Argent                               | Bronze                                            |
| ---------------- | ---------------------------------------- | ------------------------------------ | ------------------------------------------------- |
| Tournoi masculin | Allemagne Julius Brink Jonas Reckermann  | Brésil Alison Cerutti Emanuel Rego   | Lettonie Mārtiņš Pļaviņš Jānis Šmēdiņš            |
| Tournoi féminin  | États-Unis Misty May-Treanor Kerri Walsh | États-Unis Jennifer Kessy April Ross | Brésil Juliana Felisberta da Silva Larissa França |

### En salle
| Épreuves         | Or | Argent | Bronze |
| ---------------- | --- | --- | --- |
| Tournoi masculin | Russie Nikolay Apalikov Taras Khtey Sergey Grankin Sergey Tetyukhin Aleksandr Sokolov Yuriy Berezhko Aleksandr Butko Dmitriy Musyerskiy Dmitri Ilinykh Maksim Mikhailov Aleksandr Volkov Aleksey Obmochayev | Brésil Bruno Mossa de Rezende Wallace de Souza Sidão Leandro Vissotto Neves Giba Murilo Endres Sérgio Santos Thiago Soares Alves Rodrigão Lucão Ricardo Garcia Dante Amaral                         | Italie Andrea Bari Andrea Giovi Cristian Savani Luigi Mastrangelo Simone Parodi Samuele Papi Michal Lasko Ivan Zaytsev Dante Boninfante Dragan Travica Alessandro Fei Emanuele Birarelli |
| Tournoi féminin  | Brésil Tandara Caixeta Jaqueline Carvalho Sheilla Castro Fabiana Claudino Adenízia da Silva Fabiana de Oliveira Fernanda Ferreira Fernanda Garay Dani Lins Thaísa Menezes Paula Pequeno Natália Pereira     | États-Unis Foluke Akinradewo Lindsey Berg Nicole Davis Tayyiba Haneef Christa Harmotto Megan Hodge Destinee Hooker Jordan Larson Tamari Miyashiro Danielle Scott-Arruda Courtney Thompson Logan Tom | Japon Erika Araki Yukiko Ebata Kaori Inoue Maiko Kano Saori Kimura Hitomi Nakamichi Saori Sakoda Yūko Sano Risa Shinnabe Yoshie Takeshita Mai Yamaguchi Ai Yamamoto                      |

## Water-polo
| Épreuves         | Or | Argent | Bronze |
| ---------------- | --- | --- | --- |
| Tournoi masculin | Croatie Samir Barač Miho Bošković Ivan Buljubašić Damir Burić Andro Bušlje Nikša Dobud Igor Hinić Maro Joković Petar Muslim Paulo Obradović Josip Pavić Sandro Sukno Frano Vićan                       | Italie Matteo Aicardi Maurizio Felugo Pietro Figlioli Deni Fiorentini Valentino Gallo Massimo Giacoppo Alex Giorgetti Niccolò Gitto Giacomo Pastorino Amaurys Pérez Danijel Premuš Christian Presciutti Stefano Tempesti | Serbie Milan Aleksić Filip Filipović Živko Gocić Dušan Mandić Stefan Mitrović Slobodan Nikić Duško Pijetlović Gojko Pijetlović Andrija Prlainović Nikola Rađen Aleksa Šaponjić Slobodan Soro Vanja Udovičić   |
| Tournoi féminin  | États-Unis Tumua Anae Betsey Armstrong Kami Craig Annika Dries Courtney Mathewson Heather Petri Kelly Rulon Melissa Seidemann Jessica Steffens Maggie Steffens Brenda Villa Lauren Wenger Elsie Windes | Espagne Marta Bach Andrea Blas Ana Copado Anni Espar Laura Ester María García Godoy Laura López Lorena Miranda Ona Meseguer Matilde Ortiz Jennifer Pareja María del Pilar Peña Roser Tarragó                             | Australie Gemma Beadsworth Victoria Brown Kate Gynther Bronwen Knox Holly Lincoln-Smith Alicia McCormack Jane Moran Glencora Ralph Melissa Rippon Sophie Smith Ashleigh Southern Rowena Webster Nicola Zagame |

## Athlètes les plus médaillés
| Athlète                 | Pays       | Sport                  | Médaille d'or, Jeux olympiques | Médaille d'argent, Jeux olympiques | Médaille de bronze, Jeux olympiques | Total |
| Michael Phelps          | États-Unis | Natation               | 4                              | 2                                  | 0                                   | 6     |
| Missy Franklin          | États-Unis | Natation               | 4                              | 0                                  | 1                                   | 5     |
| Allison Schmitt         | États-Unis | Natation               | 3                              | 1                                  | 1                                   | 5     |
| Usain Bolt              | Jamaïque   | Athlétisme             | 3                              | 0                                  | 0                                   | 3     |
| Allyson Felix           | États-Unis | Athlétisme             | 3                              | 0                                  | 0                                   | 3     |
| Dana Vollmer            | États-Unis | Natation               | 3                              | 0                                  | 0                                   | 3     |
| Ryan Lochte             | États-Unis | Natation               | 2                              | 2                                  | 1                                   | 5     |
| Sun Yang                | Chine      | Natation               | 2                              | 1                                  | 1                                   | 4     |
| Nathan Adrian           | États-Unis | Natation               | 2                              | 1                                  | 0                                   | 3     |
| Yannick Agnel           | France     | Natation               | 2                              | 1                                  | 0                                   | 3     |
| Matthew Grevers         | États-Unis | Natation               | 2                              | 1                                  | 0                                   | 3     |
| Ranomi Kromowidjojo     | Pays-Bas   | Natation               | 2                              | 1                                  | 0                                   | 3     |
| Rebecca Soni            | États-Unis | Natation               | 2                              | 1                                  | 0                                   | 3     |
| Alexandra Raisman       | États-Unis | Gymnastique artistique | 2                              | 0                                  | 1                                   | 3     |
| Zou Kai                 | Chine      | Gymnastique artistique | 2                              | 0                                  | 1                                   | 3     |
| Alicia Coutts           | Australie  | Natation               | 1                              | 3                                  | 1                                   | 5     |
| Yohan Blake             | Jamaïque   | Athlétisme             | 1                              | 2                                  | 0                                   | 3     |
| Brittany Elmslie        | Australie  | Natation               | 1                              | 2                                  | 0                                   | 3     |
| Shelly-Ann Fraser-Pryce | Jamaïque   | Athlétisme             | 1                              | 2                                  | 0                                   | 3     |
| Cullen Jones            | États-Unis | Natation               | 1                              | 2                                  | 0                                   | 3     |
| Melanie Schlanger       | Australie  | Natation               | 1                              | 2                                  | 0                                   | 3     |
| Emily Seebohm           | Australie  | Natation               | 1                              | 2                                  | 0                                   | 3     |
| Kōhei Uchimura          | Japon      | Gymnastique artistique | 1                              | 2                                  | 0                                   | 3     |
| Aliya Mustafina         | Russie     | Gymnastique artistique | 1                              | 1                                  | 2                                   | 4     |
| Carmelita Jeter         | États-Unis | Athlétisme             | 1                              | 1                                  | 1                                   | 3     |
| Camille Muffat          | France     | Natation               | 1                              | 1                                  | 1                                   | 3     |